# Relaciones Angola-Costa Rica
Las relaciones Angola-Costa Rica se refieren a las relaciones internacionales que existen entre Costa Rica y Angola.

## Relaciones diplomáticas
Por medio de las misiones diplomáticas de Angola y Costa Rica en Naciones Unidas, estas dos naciones han establecido relaciones diplomáticas.